# انکه موهرینگ
انکه موهرینگ (به انگلیسی: Anke Möhring) (زادهٔ ۲۸ اوت ۱۹۶۹) شناگر اهل آلمان شرقی است.